# Фатьянов Олексій Іванович
Фатья́нов Олексі́й Іва́нович — російський поет.
Народився 5 березня 1919 р. у с. Мале Петрино Володимирської обл. (Росія). Помер 13 вересня 1959 р. у Москві. Закінчив Державний інститут театрального мистецтва (1938).
Автор понад 200 пісень. Серед них — до українських фільмів: «Пропав безвісти», «Весна на Зарічній вулиці» (1956), «Два Федори» (1958), «Вулиця молодості» (1958).